# Ларионовка (Липецкая область)
Ларионовка — деревня Баловнёвского сельсовета Данковского района Липецкой области.

## География
Через деревню проходит одна улица без названия с автобусной остановкой. Имеется пруд.

## Население
| 2010 |
| ---- |
| 21   |

В числе жителей деревни — ветеран труда Мария Кирсанова, получившая в 2018 году по случаю своего 90-летия персональное поздравление президента России Владимира Путина.